# Brachyphylla cavernarum
Brachyphylla cavernarum es una especie de murciélago de la familia Phyllostomidae.

## Distribución geográfica
Se encuentra en Puerto Rico, Islas Vírgenes e Islas de Sotavento, y San Vicente  en Barbados.